# رود ساواناه
 رود ساواناه رودی است به اقیانوس اطلس می‌ریزد. این رود از کشور ایالات متحده آمریکا می‌گذرد.